# Chelodina colliei
Chelodina colliei  (лат.) — вид австралийских змеиношеих черепах (Chelodina). Эндемик Австралии.
Распространён в Западной Австралии. Видовое латинское название дано в честь шотландского физика и натуралиста Александра Коли.